# Оукланд (Ајова)
Оукланд (енгл. Oakland) град је у америчкој савезној држави Ајова. По попису становништва из 2010. у њему је живело 1.527 становника.

## Демографија
Према попису становништва из 2010. у граду је живело 1.527 становника, што је 40 (2,7%) становника више него 2000. године.
| Група             | 2000.         | 2010.         |
| Белци             | 1.462 (98,3%) | 1.443 (94,5%) |
| Афроамериканци    | 8 (0,5%)      | 7 (0,5%)      |
| Азијати           | 2 (0,1%)      | 0 (0,0%)      |
| Хиспаноамериканци | 4 (0,3%)      | 66 (4,3%)     |
| Укупно            | 1.487         | 1.527         |